# Supercoupe du Japon de football 2009
Navigation
Édition précédente Édition suivante
L'édition 2009 de la Supercoupe du Japon est la 16e de la Supercoupe du Japon et se déroule le 28 février 2009 au Stade olympique national à Tokyo au Japon.
Les règles du match sont les suivantes : la durée de la rencontre est de 90 minutes, puis, en cas de match nul, les deux équipes se départageront directement lors d'une séance de tirs au but.
Le match oppose le Kashima Antlers, vainqueur de la J League 2008, face au Gamba Osaka, vainqueur de la Coupe du Japon 2008.

## Feuille de match
| Kashima ·           |                  |     |
| Titulaires :        |                  |     |
|                     |                  |     |
| 21                  | Hitoshi Sogahata |     |
| 02                  | Atsuto Uchida    |     |
| 03                  | Daiki Iwamasa    |     |
| 19                  | Masahiko Inoha   |     |
| 07                  | Toru Araiba      |     |
| 08                  | Takuya Nozawa    |     |
| 10                  | Masashi Motoyama | 52e |
| 15                  | Takeshi Aoki     |     |
| 11                  | Danilo           |     |
| 18                  | Marquinhos       | 90e |
| 13                  | Shinzo Koroki    | 87e |
|                     |                  |     |
| Remplaçants :       |                  |     |
| 01                  | Hideaki Ozawa    |     |
| 04                  | Go Oiwa          |     |
| 35                  | Park Joo-ho      |     |
| 14                  | Chikashi Masuda  | 52e |
| 34                  | Yuya Osako       | 90e |
| 17                  | Ryuta Sasaki     |     |
| 09                  | Yuzo Tashiro     | 87e |
|                     |                  |     |
| Entraîneur :        |                  |     |
| Oswaldo de Oliveira |                  |     |

| Gamba ·       |                   |     |
| Titulaires :  |                   |     |
|               |                   |     |
| 22            | Yosuke Fujigaya   |     |
| 05            | Satoshi Yamaguchi |     |
| 02            | Sota Nakazawa     | 45e |
| 04            | Kazumichi Takagi  | 45e |
| 08            | Shinichi Terada   |     |
| 27            | Hideo Hashimoto   |     |
| 07            | Yasuhito Endo     |     |
| 17            | Tomokazu Myojin   |     |
| 13            | Michihiro Yasuda  |     |
| 30            | Masato Yamazaki   | 69e |
| 09            | Lucas Severino    |     |
|               |                   |     |
| Remplaçants : |                   |     |
| 01            | Naoki Matsuyo     |     |
| 06            | Park Dong-hyuk    | 45e |
| 19            | Takumi Shimohira  |     |
| 25            | Takuya Takei      |     |
| 16            | Hayato Sasaki     | 69e |
| 11            | Ryuji Bando       | 45e |
| 14            | Shoki Hirai       |     |
|               |                   |     |
| Entraîneur :  |                   |     |
| Akira Nishino |                   |     |

| Kashima ·           |                  |     |
| Titulaires :        |                  |     |
|                     |                  |     |
| 21                  | Hitoshi Sogahata |     |
| 02                  | Atsuto Uchida    |     |
| 03                  | Daiki Iwamasa    |     |
| 19                  | Masahiko Inoha   |     |
| 07                  | Toru Araiba      |     |
| 08                  | Takuya Nozawa    |     |
| 10                  | Masashi Motoyama | 52e |
| 15                  | Takeshi Aoki     |     |
| 11                  | Danilo           |     |
| 18                  | Marquinhos       | 90e |
| 13                  | Shinzo Koroki    | 87e |
|                     |                  |     |
| Remplaçants :       |                  |     |
| 01                  | Hideaki Ozawa    |     |
| 04                  | Go Oiwa          |     |
| 35                  | Park Joo-ho      |     |
| 14                  | Chikashi Masuda  | 52e |
| 34                  | Yuya Osako       | 90e |
| 17                  | Ryuta Sasaki     |     |
| 09                  | Yuzo Tashiro     | 87e |
|                     |                  |     |
| Entraîneur :        |                  |     |
| Oswaldo de Oliveira |                  |     |

| Gamba ·       |                   |     |
| Titulaires :  |                   |     |
|               |                   |     |
| 22            | Yosuke Fujigaya   |     |
| 05            | Satoshi Yamaguchi |     |
| 02            | Sota Nakazawa     | 45e |
| 04            | Kazumichi Takagi  | 45e |
| 08            | Shinichi Terada   |     |
| 27            | Hideo Hashimoto   |     |
| 07            | Yasuhito Endo     |     |
| 17            | Tomokazu Myojin   |     |
| 13            | Michihiro Yasuda  |     |
| 30            | Masato Yamazaki   | 69e |
| 09            | Lucas Severino    |     |
|               |                   |     |
| Remplaçants : |                   |     |
| 01            | Naoki Matsuyo     |     |
| 06            | Park Dong-hyuk    | 45e |
| 19            | Takumi Shimohira  |     |
| 25            | Takuya Takei      |     |
| 16            | Hayato Sasaki     | 69e |
| 11            | Ryuji Bando       | 45e |
| 14            | Shoki Hirai       |     |
|               |                   |     |
| Entraîneur :  |                   |     |
| Akira Nishino |                   |     |